# Kumiyama
Kumiyama (久御山町, Kumiyama-chō) est un bourg du district de Kuse, dans la préfecture de Kyoto, au Japon.

## Géographie

### Situation
Le bourg de Kumiyama est situé à environ 15 km au sud du centre-ville de Kyoto, capitale de la préfecture de Kyoto, au Japon. Le bourg est traversé par la rivière Kizu.

### Démographie
Au 1er novembre 2014, la population de Kumiyama s'élevait à 16 375 habitants répartis sur une superficie de 13,86 km2.

## Histoire
Le bourg de Kumiyama a été fondé le 1er octobre 1954 en regroupant les deux villages de Mimaki et Sayama.